# Diego Boneta
Diego Andrés González Boneta (Ciudad de México, 29 de noviembre de 1990), conocido como Diego Boneta, es un actor y cantante mexicano. Ganó reconocimiento internacional tras actuar en la película Rock of Ages (2012), Terminator: Dark Fate, y la serie biográfica Luis Miguel (2018-2021).

## Biografía
Boneta nació en Ciudad de México, hijo de dos ingenieros, Lauro González, nacido también en Ciudad de México, y Astrid Boneta, nacida en Estados Unidos de origen puertorriqueño y español. Tiene dos hermanos. Aunque nunca conoció a su abuelo materno, Otto Boneta, compositor y psiquiatra, Diego le atribuye su talento musical. Boneta creció en Los Ángeles, California y Ciudad de México.
Hizo su debut en 2002, cuando participó en el reality show Código F.A.M.A. Participó en telenovelas infantiles de Televisa como Alegrijes y rebujos y Misión S.O.S.. También participó en la telenovela juvenil mexicana Rebelde. Lanzó su álbum debut homónimo con su primer sencillo Responde en 2005 y una versión en portugués en 2006. En 2008 lanzó su segundo álbum llamado Indigo, la cual lanzó dos sencillos, «Perdido en ti» y «Millón de años». En 2010, apareció en la serie de televisión Pretty Little Liars como Alex Santiago y en 90210 como Javier Luna, donde pudo cantar y componer, principalmente la canción «Siempre tú», que salió al final de la segunda temporada y al comienzo de la tercera. Su primera película fue en 2011 como Tyler Adams en Mean Girls 2 junto a Meaghan Martin y Jennifer Stone.
Su gran oportunidad en Hollywood llegó cuando protagonizó la adaptación cinematográfica de Adam Shankman del exitoso musical de Broadway Rock of Ages junto a Tom Cruise y Julianne Hough. Interpretó a Drew Boley, un joven advenedizo de Los Ángeles a finales de la década de 1980 que sueña con convertirse en una estrella de rock.
En 2012, protagonizó la serie de MTV Underemployed. En esta serie interpretó a Miles González, un stripper. En 2014, Boneta apareció en la campaña "Making of a Star" de Abercrombie & Fitch. En 2015, interpretó al guerrero Amram en la miniserie The Dovekeepers y grabó la canción «The Warrior», que se utilizó como tema de apertura de la serie. Entre septiembre y diciembre de 2015 protagonizó la serie de comedia y terror de Ryan Murphy, Scream Queens, para la cadena Fox. El programa contó con un elenco de estrellas que incluía a Ariana Grande, Keke Palmer, Nick Jonas, Emma Roberts, Jamie Lee Curtis y Lea Michele. Posteriormente, tuvo papeles importantes en las películas Terminator: Dark Fate (2019) y Monster Hunter (2020).
Boneta interpretó a Luis Miguel, el artista ganador del premio Grammy en la serie biomusical de televisión Luis Miguel: la serie. La ficción se basa en los inicios de la carrera del famoso artista mexicano, cuyo estreno se dio el 22 de abril de 2018 en Telemundo y Netflix. Contó con dos temporadas más, con el interprete de nuevo como protagonista.
En 2022 protagonizó la nueva versión de la comedia romántica Father of the Bride (2022), junto a Adria Arjona. La película también fue protagonizada por Andy García y Gloria Estefan y se estrenó en HBO Max. Al año siguiente protagonizó la comedia romántica de Paramount+ At Midnight (2023) junto a Monica Barbaro. Boneta produjo la película y recibió el crédito de la historia por escribir el borrador original de la película. En 2024 protagonizó la serie limitada ¿Quién lo mató? como Jorge Gil.

## Filmografía
| Año  | Título                        | Personaje      | Notas             |
| ---- | ----------------------------- | -------------- | ----------------- |
| 2004 | Thunderbirds                  | Fermat         | Voz de doblaje    |
| 2006 | The Wild                      | Ryan           | Voz de doblaje    |
| 2012 | Rock of Ages                  | Drew Boley     |                   |
| 2014 | City of Dead Men              | Michael        |                   |
| 2015 | Edén                          | Arnie          |                   |
| 2015 | Summer Camp                   | Will           |                   |
| 2016 | Pelé: Birth of a Legend       | José Altafini  |                   |
| 2016 | Another You                   | Marcus         |                   |
| 2016 | Before I Fall                 | Mr. Daimler    |                   |
| 2016 | Blood Ride                    | Brian          |                   |
| 2016 | The Titan                     | Iker Hernández |                   |
| 2016 | Starbright                    | Joshua         |                   |
| 2018 | Monster Party                 | Ollie          |                   |
| 2019 | Terminator: Dark Fate         | Diego Ramos    |                   |
| 2020 | Monster Hunter                | Marshall       |                   |
| 2020 | Revenge ride                  | Brian Cattrel  |                   |
| 2020 | Amor, bodas y otros desastres | Mack           |                   |
| 2020 | Nuevo Orden                   | Daniel         |                   |
| 2021 | Die in a Gunfight             | Ben Gibbon     |                   |
| 2022 | Father of the Bride           | Adan Castillo  |                   |
| 2023 | At Midnight                   | Alejandro      | También productor |
| 2025 | Follow                        | Sebastian      |                   |

| Año       | Título                | Personaje          | Notas                                        |
| --------- | --------------------- | ------------------ | -------------------------------------------- |
| 2002–2003 | Código F.A.M.A        | Él mismo           | Participante - Finalista                     |
| 2003–2004 | Alegrijes y Rebujos   | Ricardo Sánchez    | Elenco recurrente                            |
| 2004–2005 | Misión S.O.S.         | Christian Martínez | Elenco recurrente                            |
| 2005–2006 | Rebelde               | Rocco Bezauri      | Elenco recurrente (temporadas 2-3)           |
| 2010      | Zeke & Luther         | Tiki Delgado       | Episodio: «Kojo's BFF»                       |
| 2010      | 90210                 | Javier Luna        | 5 episodios                                  |
| 2010–2011 | Pretty Little Liars   | Alex Santiago      | 5 episodios                                  |
| 2011      | Mean Girls 2          | Tyler Adams        | Película de televisión                       |
| 2012–2013 | Underemployed         | Miles González     | Elenco principal; 12 episodios               |
| 2015      | The Dovekeepers       | Amram              | Elenco principal (miniserie)                 |
| 2015      | Scream Queens         | Pete Martínez      | Elenco principal (temporada 1); 10 episodios |
| 2016      | Jane the Virgin       | Dax                | Episodio: «Chapter Thirty-Two»               |
| 2018–2021 | Luis Miguel: la serie | Luis Miguel        | Protagonista; 27 episodios                   |
| 2024      | ¿Quién lo mató?       | Jorge Gil          | Protagonista; 6 episodios                    |
| 2025      | La Liberación         |                    | 7 episodios                                  |

## Discografía

### Álbumes de estudio
| Lista de canciones              | Álbum                 | Año                                                                                         | Formato | Discográfica |
| ------------------------------- | --------------------- | ------------------------------------------------------------------------------------------- | ------- | ------------ |
| 1. Solo existes tú              | Diego                 | 2005 (México) 10 de julio de 2006 (Brasil) agosto de 2006 (Chile) 24 de abril de 2007 (USA) | CD      | EMI Music    |
| 2. Responde                     | Diego                 | 2005 (México) 10 de julio de 2006 (Brasil) agosto de 2006 (Chile) 24 de abril de 2007 (USA) | CD      | EMI Music    |
| 3. Más                          | Diego                 | 2005 (México) 10 de julio de 2006 (Brasil) agosto de 2006 (Chile) 24 de abril de 2007 (USA) | CD      | EMI Music    |
| 4. La solución                  | Diego                 | 2005 (México) 10 de julio de 2006 (Brasil) agosto de 2006 (Chile) 24 de abril de 2007 (USA) | CD      | EMI Music    |
| 5. No quiero                    | Diego                 | 2005 (México) 10 de julio de 2006 (Brasil) agosto de 2006 (Chile) 24 de abril de 2007 (USA) | CD      | EMI Music    |
| 6. Mi revolución                | Diego                 | 2005 (México) 10 de julio de 2006 (Brasil) agosto de 2006 (Chile) 24 de abril de 2007 (USA) | CD      | EMI Music    |
| 7. Siempre te amaré             | Diego                 | 2005 (México) 10 de julio de 2006 (Brasil) agosto de 2006 (Chile) 24 de abril de 2007 (USA) | CD      | EMI Music    |
| 8. Mientes                      | Diego                 | 2005 (México) 10 de julio de 2006 (Brasil) agosto de 2006 (Chile) 24 de abril de 2007 (USA) | CD      | EMI Music    |
| 9. Me muero sin ti              | Diego                 | 2005 (México) 10 de julio de 2006 (Brasil) agosto de 2006 (Chile) 24 de abril de 2007 (USA) | CD      | EMI Music    |
| 10. Te voy a encontrar          | Diego                 | 2005 (México) 10 de julio de 2006 (Brasil) agosto de 2006 (Chile) 24 de abril de 2007 (USA) | CD      | EMI Music    |
| 11. Desde que estás aquí        | Diego                 | 2005 (México) 10 de julio de 2006 (Brasil) agosto de 2006 (Chile) 24 de abril de 2007 (USA) | CD      | EMI Music    |
| 1. Quero só você                | Diego (Edição Brasil) | 10 de julio de 2006 (Brasil)                                                                | CD      | EMI Music    |
| 2. Responde (The silence)       | Diego (Edição Brasil) | 10 de julio de 2006 (Brasil)                                                                | CD      | EMI Music    |
| 3. Mais                         | Diego (Edição Brasil) | 10 de julio de 2006 (Brasil)                                                                | CD      | EMI Music    |
| 4. Não vai ser fácil            | Diego (Edição Brasil) | 10 de julio de 2006 (Brasil)                                                                | CD      | EMI Music    |
| 5. Revolução                    | Diego (Edição Brasil) | 10 de julio de 2006 (Brasil)                                                                | CD      | EMI Music    |
| 6. Sempre te amarei             | Diego (Edição Brasil) | 10 de julio de 2006 (Brasil)                                                                | CD      | EMI Music    |
| 7. Mente                        | Diego (Edição Brasil) | 10 de julio de 2006 (Brasil)                                                                | CD      | EMI Music    |
| 8. Não posso viver sem você     | Diego (Edição Brasil) | 10 de julio de 2006 (Brasil)                                                                | CD      | EMI Music    |
| 1. ¿Cómo me amarías?            | Índigo                | 25 de marzo de 2008 (México)                                                                | CD      | EMI Music    |
| 2. ¿Por qué no miran lo que yo? | Índigo                | 25 de marzo de 2008 (México)                                                                | CD      | EMI Music    |
| 3. Juntos                       | Índigo                | 25 de marzo de 2008 (México)                                                                | CD      | EMI Music    |
| 4. Perdido en ti                | Índigo                | 25 de marzo de 2008 (México)                                                                | CD      | EMI Music    |
| 5. Me gustas mucho              | Índigo                | 25 de marzo de 2008 (México)                                                                | CD      | EMI Music    |
| 6. Millón de años               | Índigo                | 25 de marzo de 2008 (México)                                                                | CD      | EMI Music    |
| 7. Canción de amor              | Índigo                | 25 de marzo de 2008 (México)                                                                | CD      | EMI Music    |
| 8. Tres minutos                 | Índigo                | 25 de marzo de 2008 (México)                                                                | CD      | EMI Music    |
| 9. Sobrenatural                 | Índigo                | 25 de marzo de 2008 (México)                                                                | CD      | EMI Music    |
| 10. ¿Cómo hacer sufrir?         | Índigo                | 25 de marzo de 2008 (México)                                                                | CD      | EMI Music    |
| 11. 16 oz                       | Índigo                | 25 de marzo de 2008 (México)                                                                | CD      | EMI Music    |
| 12. Losing me                   | Índigo                | 25 de marzo de 2008 (México)                                                                | CD      | EMI Music    |
| 13. Show me the ways            | Índigo                | 25 de marzo de 2008 (México)                                                                | CD      | EMI Music    |

### Bandas sonoras
- Disco Código F.A.M.A. (2003)
- Disco Alegrije (2003)
- Disco Rebujo (2003)
- Navidad Alegrije (2003)
- Navidad Rebujo (2003)
- Alegrijes y Rebujos en concierto (2004)
- Mi Misión es cantar (2004)
- Aventura y amor (2004)
- Al rescate de la Navidad (2005)
- Pretty Little Liars (2010-2011)
- 90210 (2010-2011)
- Rock of Ages (2012)
- Luis Miguel: la serie (2018)

### Video álbum
| Año  | Detalles del álbum                             | Notas |
| ---- | ---------------------------------------------- | --- |
| 2006 | Diego - En vivo en el maracanã - Formatos: DVD | Tracklist: - Solo existes tú - La solución - Mais - Responde Bonus - Responde (versión estudio) - Más (versión estudio) Extras - Bastidores - Diego en Brasil - Galería de fotos |

### Sencillos
| Año  | Sencillo          | Álbum  |
| ---- | ----------------- | ------ |
| 2005 | «Aquí Voy»        | N/A    |
| 2006 | «Responde»        | Diego  |
| 2006 | «Más»             | Diego  |
| 2007 | «Solo Existes Tú» | Diego  |
| 2008 | «Perdido En Ti»   | Indigo |
| 2008 | «Millón De Años»  | Indigo |
| 2010 | «Siempre Tú»      | N/A    |
| 2015 | «Warrior»         | N/A    |
| 2015 | «The Hurt»        | N/A    |
| 2016 | «UR Love»         | N/A    |
| 2016 | «Éramos Algo»     | N/A    |

### Videos musicales
| Año  | Título            | Directore(s) |
| ---- | ----------------- | ------------ |
| 2006 | «Responde»        | —            |
| 2006 | «Más»             | —            |
| 2007 | «Solo existes tú» | —            |
| 2008 | «Perdido en ti»   | —            |
| 2008 | «Millón de años»  | —            |
| 2015 | «The Warrior»     | —            |
| 2015 | «The Hurt»        | —            |
| 2016 | «Ur Love»         | —            |
| 2016 | «Éramos Algo»     | —            |

## Premios y nominaciones
| Año  | Premio                        | Trabajo Nominado | Categoría                | Resultado |
| ---- | ----------------------------- | ---------------- | ------------------------ | --------- |
| 2007 | Premios Orgullosamente Latino | Diego            | Solista Latino del Año   | Nominado  |
| 2008 | Premios MTV                   | Índigo           | Mejor Solista            | Nominado  |
| 2008 | Premios Palma de Cristal      | Millón de Años   | Mejor Guion              | Nominado  |
| 2008 | Premios Palma de Cristal      | Millón de Años   | Mejores Efectos Visuales | Nominado  |
| 2008 | Premios Palma de Cristal      | Millón de Años   | Mejor Color              | Nominado  |
| 2012 | CinemaCom 2012                | Diego            | Rising Star 2012         | Ganador   |
| 2012 | ALMA Awards 2012              | Rock of Ages     | Favorite Movie Actor     | Ganador   |